# きのう何食べた?
『きのう何食べた?』（きのうなにたべた?）は、よしながふみによる日本の漫画作品。『モーニング』（講談社）にて、2007年12号から月に1度のペースで連載中。略称は『何食べ』。
2019年4月6日から6月29日まで、テレビ東京系「ドラマ24」でテレビドラマが放送され、2023年10月より、同枠でseason2として続編が放送された。2021年11月3日より劇場版（キャストはテレビドラマと共通）が公開された（以上の映像作品についてはきのう何食べた? (テレビドラマ)を参照）。

## 概要
几帳面な弁護士・筧史朗と、人当たりの良い美容師・矢吹賢二の2人が2LDKのアパートで暮らす毎日を、食生活メインに展開する物語。主人公2人はゲイのカップルであり、メインの食生活以外にも、ゲイが抱える諸事情や、筧家を舞台にしてゲイの息子とその両親がどう向き合うかも描かれている。基本的に毎回一話読み切り。登場人物たちは実際の年月の進みに合わせて年をとっていく。キャッチフレーズは「男2LDK2人暮らし。食費、月4万円也。」。話数のカウントは「#●」。
ストーリー内に於いて毎回かなりのページを史朗の調理のシーンに費やしており、それが話の本筋と密接に関わっているのが特徴。料理のシーンもほとんどレシピ本同然の詳細な描写があり、食材や調味料の代用は何がいいかなどのアドバイスなども折り込まれている。単行本には作品内に登場した料理のレシピも掲載されている。
2009年版「このマンガがすごい!」オトコ編6位。2023年5月時点で電子版を含めた累計発行部数は945万部を突破している。
2014年5月16日のNHK『あさイチ』で紹介されたほか、TBS系『マツコの知らない世界』（2017年1月24日放送分）の「マンガ飯の世界」で「レシピ本として使えるおすすめマンガ第1位」として紹介された。
作者のよしながは「『きのう何食べた?』は4〜5巻で終わると思っていたのですが、まったく終わりが見えない（笑）。逆に『大奥』が先に完結し、結果として16年間お待ちいただく形になってしまいました」と新作『環と周』単行本出版時のインタビューで述べている。

## あらすじ
「シロさん」こと筧史朗と「ケンジ」こと矢吹賢二の2人は、史朗の部屋で同棲するカップルである。
ゲイであることを隠しながら弁護士として働く史朗は、慎ましいストイック気味の倹約家であるが、きりっとした男前の見掛けによらず優柔不断な一面も持っている。将来に備えた家計管理の一つとして2人分の食費を月2万5千円（後に3万円）に収める事を目標にし、仕事はなるべく定時で切り上げて2人の食事を作ることに喜びを感じている。
片やゲイであることを隠さず美容師として働く賢二は、自分の「愛」に一途なロマンティストでありながら見た目に反して自分に厳しい一面も持っている。
そんな2人が、互いの価値観の違いやゲイ・カップルである事ゆえの葛藤と向き合いながら、2人で一緒にいることの意味を確かめ合って絆を深める姿を「食」を通して紡ぐ物語。

## 登場人物

### 主要人物
筧 史朗（かけい しろう）
60歳（#182時点、連載開始時では43歳、テレビドラマ版ではS1第1話で45歳に設定されている）、弁護士。ゲイ（「どちらかといえばネコ」）。賢二からの愛称は「シロさん」。40歳の時、新宿二丁目の店で知り合った賢二と、賢二が勤める美容院で客として再会し、何度かデートらしき物を重ねるうちに恋人同士になり同棲中。史朗からすると賢二はまったく好みのタイプではなく（#14）、航（後述）からも、今まで付き合ったタイプは賢二とは正反対の男ばかりと突っ込まれたことも（#45）。史朗は好みのタイプの男性には不満があっても言えず、むしろ何でも言うことを聞いてしまう性格のため、賢二以前の同棲相手である伸彦（後述）に対してはストレスを溜めていたが、賢二は好みで無いが故に言いたいことを結構言い、快適に過ごしている（#122）。
ゲイであることをカミングアウトしていないため、職場の面々には「彼女がいる」と思われている。仕事にはやりがいを求めず、帰宅後や休日に自宅で品数多くバランスの良い食事を作ることを楽しみにしている。若いころは料理はしていなかったが、30代に入ってから太った体を鏡で見てショックを受け、その直後に付き合った男性の作った料理を食べることで痩せたのをきっかけに自分も料理を始めた（#46）。大抵の料理はうまく作れるが、思い切りがない性格ゆえ天麩羅（かき揚げ）が上手く作れないという一面も（#28）。法律相談のテレビ番組に出演依頼が来た際は有名になるとアウティングされる恐れがあることを理由に断っている（#29）。
几帳面な性格で、毎日家計簿をつけて浮いた予算は貯金する倹約家（悪く言えばケチ）。近隣のスーパーの底値を把握しており、例えば「必ず牛肉でなければ」というメニュー以外は牛肉を使わないなど家計をやりくりしており、節約のためにふるさと納税も行い、主に米等の穀類や調味料をそれで賄っているが、賢二からは「笠地蔵みたいな返礼品、つまらない」と不評（#163）。
スイカが大好物で、それをきっかけに料理友達となる主婦・佳代子（後述）と知り合った。
太らない努力をしているため、年齢に似合わず若々しく一般的にはイケメンと評される外見。しかし、ゲイの世界ではモテるタイプではない（長髪でヒゲを生やさずファッションもゲイっぽくないとされる #9）。また、ゲイ以外に対しても実年齢を知る人には「逆に気持ち悪い」とだいたい不評となっている。ゲイには受けないタイプの女性アイドルが好きだったり、他人と一緒に食べるお弁当の見た目に無頓着だったりと、自分の趣向がゲイらしくないことに若干コンプレックスを抱いているが、逆に人前でゲイらしさが出ることを恐れてもおり、中途半端になってしまっていることにもまた悩んでいる。大策（後述）からは言動にオネエは入っていないがオバチャンが入ってると言われている（#38）。#71で老眼を自覚したり、賢二から「味覚がおじいちゃん」と言われるなど、加齢に伴い変化が生じている。#165ではかなりひどい五十肩になってしまったことも。
弁護士としては一般民事が主で企業の顧問弁護士も務めているが、刑事訴訟の経験はあまり無いため裁判員裁判が苦手。職場には定時で退社することを公言しているが、周囲から舞い込む相談には断りきれず、要領が悪いところがある。弁護士になったのは自分が死ぬときに法律上の手続きを自分で後始末をつけられるためだと言っている（#55）が、賢二は「一匹狼でもちゃんと稼げるから」「いい大学に入って弁護士になることが一番の親孝行」と推測している（#50）。ずっと責任のある地位を避けてきたが、賢二が美容院の店長になってから一年以上頑張っている姿を見て、自分ばかりがのらりくらりしているのは賢二に悪いという気持ちもあり、#128で所長に就任、事務所の名前も「上町・筧法律事務所」となった。
ゲイであることが家族にばれたのは高校生の時で、本棚の奥に隠していたその手のエロ本を見られて発覚した。母の久栄はショックのあまりその場で失神して3日間寝込んだ挙げ句、その次の日にいきなり新興宗教に走ってしまった。今でも家族仲が悪いわけではなく、お互いを思いやってはいるのだが、史朗は普通の家庭を持つことが出来ないという罪悪感から両親とは距離を置きたがり、実家は史朗宅から電車で30分程度の場所なのだが滅多に帰らない。だが、賢二に諌められて正月に帰省するようになり、ある年は賢二も一緒に実家に連れて行ったこともあったのだが（#50）、その後の両親の応対をきっかけに年末年始は帰省しないと実家に宣言した。だがそれ以降は月に一度母親の誘いを断りきれずに嫌々帰省していたのが月に2、3回は自ら帰省するようになり、親子3人で旅行に行くなど親子関係自体はむしろ改善されている。両親に孫の顔を見せられないことに負い目を感じてはいるものの、自分自身は子供が欲しいと思ったことはない（#31）。
学生時代に彼女（仁美・後述）を作ったが、その彼女もボーイッシュで女性をあまり感じさせない見た目で、それでも駄目だったと回想しており、バイセクシャルではなく純粋なゲイであると語っている（#4）。女性アイドルが好きだという話を大策達とした際にも「筧さんってバイセクシャルなの？」と航に聞かれたが否定している（#38）。ゲイにはモテないタイプだが女性には非常にモテるため、知人の結婚式の二次会では独身男性がほとんどいないこともあって質問攻めにあう。このことを嬉しいこととは思わず、既婚者への偽装として賢二とのペアリングを結婚指輪として薬指にはめるために二人で買いに行っている（#37）。
芸能人に関しては男性にはほぼ興味が無いが、好きな女性アイドルや女優は何人もいる。大策がマネージャーをしていた「松浦比呂子」「吉野可穂」「三谷まみ」らも史朗はファンで、特に三谷まみ（後述）は大策からディナーショーのチケットを回してもらうほどの大ファン。休日の土日に見るために、彼女たちが出演しているドラマや映画をたくさん録画している（#38）。ファン対象の年齢は幅広いらしく、#133で賢二へのバレンタインデープレゼントとして、賢二の推しである俳優（主人公の高校生男子）が主演だという恋愛映画を見に行き、後日、その俳優が出演している別のドラマを賢二と一緒に見た際、そのドラマのヒロイン役にもはまり、史朗の推し女優を更に増やす要因を作ってしまった事で賢二を落ち込ませた。
料理への極度のこだわり（一汁三菜の献立のときは少なくとも2品はノンオイルルール #83など）は職場の同僚にドン引きされるレベルではあるが、「料理は趣味ではなく生活の一部」という認識らしく、無趣味な仕事人間であることに一時的に悩んだが、佳代子には「弁護士さんには定年はないんだから（熟年離婚のような心配はない）」、賢二からも「自分にも趣味らしい趣味はない」とフォローされた（#90）。
学生時代から友達が少なく、初詣には家族でお昼にしか行ったことがなかった。そのため「友達と初詣って言ったら普通大晦日からのカウントダウンだよ」と賢二から言われて驚いている（#99）。売春防止法で捕まった女性の面会に行った際に「どうせ家に帰ったらきれいな奥さんと子供が待ってて親だってまともで友達もたくさんいるんでしょ？そういう人にはわかんないよ」と言われて「妻も子も俺にはいないよ（ちなみに友達も少ないよ…）」と友達が少ない自覚はあるらしい（#97）。
本来は尽くすタイプの質で、過去に付き合った彼氏とは炊事洗濯掃除はすべて史朗が受け持ち、生活費の面倒を見たり、お金を貸しても催促しない等してきたが、その尽くしっぷりが重い、怖いと逆に敬遠された挙げ句に浮気をされて終わるというのを繰り返す、いわゆるダメンズ育てをしてしまう半生だったが故に、それを教訓として賢二とは最初から生活費を折半していた。なのでつい賢二に「俺が養ってやろうか？」と言いたくなる気持ちを実は抑えている（#139）。
矢吹 賢二（やぶき けんじ）
50歳（#101時点、連載開始時では41歳、テレビドラマ版ではS1第1話で43歳に設定されている）。ゲイ（「どちらかといえばタチ」）。史朗の恋人で、史朗のことを「シロさん」と呼ぶ。#155で佳代子からなぜ、史朗の事を「シロさん」と呼ぶのかと尋ねられた際、それまで史朗は付き合った相手からは普通に「史朗」と呼ばれていたと聞き、あえて他の彼氏とは違う呼び方にしたかったというのが最大の理由だった事が語られた（その話を佳代子から聞いた史朗は思いもよらなかった賢二の激しめの独占欲にちょっと戦慄する）。
焼きもちやきで、史朗が女性の悪口を言っていると内心喜んでいる。ピンク色が好きだったり、細やかな気遣いができたりと、ゲイらしい趣向の持ち主。また、芸能人では女性アイドル好きの史朗とは反対で、ジャニーズを始めとした可愛い男の子が好き。ただしジャニーズを見るときの気持ちは「親戚の子供が頑張っているのを見守るおばさんみたいな気持ち」であり付き合いたいといった意味合いではないらしい（#18）。本来尽くすタイプなのだが史朗は例外で自分で何でもできてしまうとのことで（#62）、史朗が風邪を引いた際には張り切って看病したりする（#27）。妻子ある男性と不倫をしたことがあるなど、過去に様々な恋愛経験をしたことがある。理想の男性は『シティーハンター』の主人公・冴羽獠で、史朗のことを「三次元の冴羽獠」と評している（#45）。ちなみに携帯の着メロも史朗からの着信にはアニメ『シティーハンター』のエンディングテーマ曲「Get Wild」を設定している（#18）。
好き嫌いがあまりないようで、史朗が作った食事をどんなメニューでもいつも喜んで食べている。特に茄子と桃が好物。当初は料理は上手くなく手際も悪かったが、「ためしてガッテン」で覚えた玉子焼きなど得意料理を得て徐々に料理の腕を上げている。インスタントラーメンはみそ派。#56で仕事が忙しくなった史朗と食卓を共に出来なくなった寂しさから、喫煙で気を紛らわせる場面があるので一応喫煙者らしい。
美容師をしており、美容学校時代の同級生である三宅祐（後述）が店長をしている美容室に勤めていて、自宅で史朗の髪を切ることもある。美容師としての実力は人並みだが、明るい性格で非常に人当たりが良く、どんな客でも器用にさばけるため、面倒な客の対応に当たる爆弾処理班の役を担っている。祐に年齢的な面から独立を促されても「経営には向いていない」という理由でその気は無かった。#89で母親から出張カットの話を聞き、賢二も美容院までなかなか来られなくなってしまった年配の顧客のために、自宅まで訪ねて出張カットをすることを思いつく。その後、他の顧客からも出張カットの要望がぽつぽつあることや、（主に、店長である祐の浮気問題から）美容院の先行きの心配もあり、本格的に出張カットの仕事をすることを考え始めていた。だが、#112で祐に押し付けられる形で店長に就任。計算もパソコンも苦手なのでレジ締めの作業や祐への売上報告のメール送信に四苦八苦するものの、客の要望を聞いて店の営業時間を変更するなどしてどうにか経営を安定させている。なお、出張カットも店の定休日である火曜に続けている。
美容師になりたてのころは、それだけでは生活ができなかったため、水商売（ホストクラブ）でボーイ（お立ち）のアルバイトをしていたことがあり、その時は周囲の人間からは名字が有名漫画の主人公と同じだったため「ジョー」というあだ名で呼ばれていた。
ゲイであることは周囲にカミングアウトしており、史朗とは違いゲイとして見られることに抵抗がない。史朗のことも「一緒に暮らす人、彼氏」として周囲に話している。性自認については、物心がついた頃は「将来は女の子になるんだ」と思っていたが、その欲求はだんだん小さくなり、男の子が好きという欲求だけが残ったと史朗の実家に行った際にモノローグで語っている（#50）。
実家は埼玉にある美容室で家庭環境はあまり良くなく、史朗と交際を始めてからは父親の遺骨引取や葬儀までは一度も実家に帰っていなかったため、史朗は賢二の実家が岐阜県か長野県あたりにあると長い間勘違いしていた。賢二はそうした家庭環境を重く思っている様子はないが、史朗が家族に対する愚痴を言った時に「シロさんは贅沢だよね」と珍しく静かに怒りを表したことがある（#17）。賢二がゲイであることは母も2人の姉も知っており、母はその事実を知った時は激高したようだが、その後は落ち着き、姉たちも普通に賢二を可愛がっているようで、史朗と同じく家族仲は改善されている。ちなみに上の姉からは賢二が姉弟の中で一番女子力があり、母からは賢二が一番おしとやかだと評価されてもいる（#64）。
「自分の腕一本でやっていくため」（#50）に美容師になったのだが、宵越しの金は持たない主義（#55）で湯水のようにお金を使ってしまうので、史朗からは「頼むから少しは貯金してくれ」と思われている（#53）。その後も漫画（電子版）をポイントキャッシュバックがあるからと全巻一括買いしたり、オンラインショップでのポイントを理由にスニーカーを買ったりゲームに課金したり、動画配信サービスにも2つ加入しているなど、スマートフォン時代になって新規の散財が進んでいる模様（#157）。同棲しているマンションの家賃はきっちり折半で5万円を史朗に払っているが、事故物件であることを聞かされた際は霊感があるらしく非常に怖がっている。賢二の寝室が犯行現場であることは秘密にされている（#67）。
元々痩せやすい体質のため、ストイックに己の肉体を管理する史朗と違ってこれまで運動などは特にしてこなかったが、年齢相応に贅肉が付いてきたことを気にして史朗と同じジムに入会して水泳（ただし賢二はいわゆる「カナヅチ」のため、実際は水泳でなく水中歩行）をするようになった。しかし、定休日の火曜日に出張カットをするようになってからは丸一日の休みが殆どなくなったためジムに行く頻度が少なくなったことで体型に影響が出てきている（#114）。また、薄くなってきた頭頂部を目立たなくするために、やや伸ばし気味でゆるくパーマをかけていた髪を短髪にし、色も黒髪から金髪に変えた（#78）。
#101で、自分が50歳に達した事実を認めることを頑なに拒否し、誕生会も嫌がったが、パートナーが無事に50歳を迎えたことを祝いたいという史朗の口八丁で丸め込まれて、とりあえず史朗と合同（史朗は53歳の誕生祝い）の誕生会だけは受け入れた。
#138で史朗から、史朗の両親が亡くなった後は史朗の財産をすべて賢二に譲るという自筆証明遺言の作成を相談され、その際、テツさんとヨシくんカップル（後述）のように養子縁組をした方が色々とスムーズだと持ちかけられるが、史朗とは親子になりたいわけではないのと、一度養子縁組をしてしまうと同性婚が正式に認められた時に史朗とは結婚出来なくなってしまうと泣いて拒んだが、史朗の気持ちを受け入れて自筆証明遺言だけは進めておく話になった。
#182で60歳の誕生日を迎えた史朗とサプライズで結婚式（披露宴）を開いたが、それが予想よりも大規模なものになってしまい貯金を使い果たして、また一から貯め直すと言っている。

### 筧史朗の関係者

#### 筧家
筧 久栄（かけい ひさえ）
史朗の母。＃123時点で76歳。史朗のことを「史朗さん」と呼んでいる。少し極端な性格で、一人息子の史朗がゲイであることを知った時はショックのあまり新興宗教に走ってしまい、「史朗が結婚して子供ができるように」といくつもの宗教に入信した。その後、史朗と夫・悟朗の尽力で脱会したものの、強引な勧誘が原因で悟朗側の親戚や実の妹の美沙江（史朗の叔母。名前は#75で判明）と絶縁するハメになった。そのため、久栄の骨を代々の墓に入れたくないとまで思っている親戚もたくさんいるらしい（#110）。
史朗には「同性愛は恥ずかしいことではない」と言い、職場でのカミングアウトまで勧めているものの、その表情は明らかに無理をしており、根底ではゲイである史朗を受け入れられていない。実際の理解も乏しく、性同一性障害と混同するなどゲイ／同性愛そのものに対して誤った認識を持っている。
史朗がパートナー（賢二）に捨てられないか心配するという面も徐々に見せるようになってはいるが、史朗が賢二を正月に実家に連れてきた後、倒れて寝込んでしまい、以降は賢二を実家に連れて来ないようにと悟朗から史朗に伝えられた（#59）。なお、両親ともにそのことは賢二に悪いとずっと気にしていたようで、お詫びとして史朗に高級苺を持たせた（#111）。
連載が開始された当初は常に和服を着ていたが、それはあくまでも着付け教室に通っていたころからのマイブームということで、現在は夫・悟朗の看病をきっかけに洋服を着るようになっている。#55では友人の遺産整理を史朗に依頼した。
#72では区民健診で肺がんを疑われ、詳しく検査したところ「ほぼ肺がんで間違いない」と診断され、#75で手術を受け、ステージIの初期癌だったこともあり、無事に成功する。
悟朗と終活を進めていて、史朗と賢二の今後を心配している。
筧 悟朗（かけい ごろう）
史朗の父。物静かで史朗のことは温かく見守っているが、やはりゲイを理解できているわけではない。賢二を実家に招いた際、賢二がスーツを着てるのを見て「君がスーツを着てきたってことは史朗は家で女装をしているのか？」と聞くなど根本的にゲイのことを勘違いしている。賢二は「史朗さんは女装したことありませんよ」とだけ返したため、それを伝え聞いた妻ともども「賢二が女装している」と思っている様子（#50）。息子の結婚を望めない代わりに妻と2人で、隣人である瀬尾家（後述）の子供達を自分の孫のように可愛がるなど、折り合いをつけ始めてはいる。普段は温和な性格だが、時折目をカッと見開いて史朗に激高することもある。
掃除や洗い物は自分でなんとかなるが、料理は一切出来ず、銀行のATMも使えない。デジタル機器の使い方を史朗によく訊いてくる。
#15でステージIIIの食道癌が見つかり、手術を受ける（病名は#16で明らかに）。退院したのちの通院費について史朗に借金を申し込んだのをきっかけに、史朗から毎月仕送りをもらうようになる（#21）。
夫婦で終活を進めており、自宅を売却して老人ホームに入居する決心をしたことを久栄と共に史朗に伝え（#116）、#129で無事売却が済み、八王子のホームへと引っ越した。

#### 上町・筧法律事務所
銀座にある史朗の勤務先。史朗の自宅から電車通勤で45分ほどのところにある。
オフィスビルの7階に事務所をかまえている。当初は「上町法律事務所」という名称だったが、史朗が所長に就任してから名称を現行のものに変更した（#128）。
上町 美江（うえまち よしえ）
名称が「上町法律事務所」だった時からの女性所長で倒産法のエキスパート。職員たちや志乃の両親に「大先生（おおせんせい）」と呼ばれている。長らく名前が不明であったが、#104において美江から史朗への取引先の顧問弁護士の引継の際の史朗の挨拶の中で判明。
夫（和臣）も弁護士だったが、一緒に事務所を立ち上げてすぐにクモ膜下出血で亡くなってしまう。葬儀の時に和臣の母である姑から「美江が専業主婦になってもっと和臣の体を気遣ってくれたら」と泣いて責められるが、それでも以降は弁護士として働き、一人息子の修を女手ひとつで育てあげた。そのため、修や嫁の春菜本人達に滅多に口出しをしないが、春菜が専業主婦で修が家の事を任せきりなことに少々がっかりしている（#30）。春菜とはあまり仲が良くないため、同居はせず修の自宅から徒歩10分ほど離れた家で一人暮らしをしている。
豚まんと玉乃屋という店の豆大福が大好物（#111）。顧客などからもらった食べ物や不要になった台所用品を（不仲な嫁には渡せないため）史朗にこっそり渡すようになってきている（リンゴ（#30・#90）、そうめん（#74）、ル・クルーゼの鍋（ただしこれはこの時点より何年か前に譲っていた物）とガラス製の蒸し器（#81）、IH調理器（#120））。
事務所に来る稼ぎの良い案件を修に譲ってしまう史朗の事を心配し、大丈夫かと史朗に問うが、楽そうな事件をちゃんと選んでおり、それは一緒に暮らしている相手と夕飯を食べる時間がとても大事で、そのために早く帰宅できればそれで良いと史朗は答える。同棲相手がいると美江に史朗がはっきり打ち明けたのはこれが初めての事だったが、美江はまだ史朗の相手は女性だと思っており、何か深刻な事情があるのだろうと今後は史朗の私生活を詮索しないと決めた（#137）。
事務所の行く末をどう考えているのか分からない、フワフワした修や史朗の頼りなさに憤りを覚えつつも（#80）、徐々に担当を2人に譲り、第一線を退く準備を始めていたのだが、楽隠居よりも外で働くのが向いており、仕事が出来るうちは色々とやっていこうと3社ほどの社外取締役を引き受け、それに伴いヘアカラーを止めて、グレイヘアのショートカットでイメージチェンジをした（#158）。
上町 修（うえまち おさむ）
美江の息子で史朗の同僚。「修先生（おさむせんせい）」「若先生（わかせんせい）」とも呼ばれている。既婚で専業主婦の妻（春菜）と2人の子供がいる。修の子供は作中には未登場だが、下の子供は医学部に合格し、そのための学費を稼がなければと#137で修が語っている。かつてはスリムな体型だったが、結婚してからは家のことは春菜に任せきりにし、暴飲暴食がたたって太ってきている。
美江と同様に民事再生や破産法に長けているが、諸住直次（後述）の殺人事件を担当してからは刑事事件に熱を入れるようになっているので、美江からは「やりがいをみつけたのは良いが、稼ぐための仕事と自分の趣味とのバランスを取ってもらいたい」と思われている。#150で司法研究所の刑事弁護教官に推薦され、しかしそれを受けてしまうと今後3年間は事務所で出来る仕事が半減する上に売り上げも下がると史朗に相談するが、修が本心ではこれを受けたがっているというのを史朗は読み取り、後の事は心配無いと修の背中を押す事にした。だが、結局この話は修の刑事裁判の経験の少なさと、他候補の中で修が一番年上なのに経験は浅いというのが荷が重いのではないかという理由で流れてしまう（#156）。
片岡 志乃（かたおか しの）
26歳（#73時点）。旧姓小山（こやま）。史朗の職場の事務員。老舗洋食屋「小山軒」の二代目オーナー夫妻の一人娘。小山軒はかつては支店を増やしすぎたことが原因で多額の負債を抱えて倒産寸前だったが、上町法律事務所の尽力により回避。だが借金は残っていたため、志乃も返済の手助けをするために高校卒業後に就職した。初登場時は20歳前後だったが、言葉遣いもしっかりして落ち着いた雰囲気の外見なので年相応に見られず、高校生時代のあだ名も「ちーママ」だったらしい。携帯電話でメールを打つのが非常に速かったり、食欲旺盛で油っこいものを好んだりと、今時の若者らしい一面もある（#12）。老け顔が悩みのため年齢の割に若く見える史朗を嫌っており、#111で史朗と山田瑞希（後述）との会話を横で聞くまでは史朗が作る料理を「おごった材料ですかした意識高い系の男の料理」だと勘違いしていた。その一方で史朗に食事について相談をすることもある。
職場の面々からは「志乃さん」と呼ばれていて長らく苗字が不明だったが、#73で「小山」と判明。同話では父親の一番弟子である片岡周平（後述）との婚約を事務所の面々に報告した。平日は上町法律事務所で働き、週末の土日は実家のホールを手伝っている。無遅刻無欠勤で有能なので「結婚したら事務所の方は当然辞めてしまうのだろう」と美江は惜しむが、本人は「借金がまだ残っているから結婚しても当分は事務所を辞めないつもり」と言い、美江や修、そして史朗を安心させた。
その後、#83で周平と結婚。豊洲のマンションで結婚生活を送っている。結婚後、自分が妊娠した場合を想定して事務員をもう一人雇うように美江に進言する（#91）一方で、周平には店の将来のためにと無理に子どもを作ろうと焦らないでほしい（#106）と話していて、ライフステージについては大らかに考えている模様。
連載初期から大食らいなタイプで、それは親戚中にも知れ渡っているほどだったりする。更に早食いであることも周平（後述）から指摘されるが、本人は早食いの自覚は無かったらしい（#144）。基本的に好き嫌いは無いが柿だけは昔から食べられない（#142）。
長森 夕未（ながもり ゆみ）
#20で上町法律事務所に来た司法修習生。感じの良い子で、史朗の姿勢に憧れを抱きかけるが、史朗の失言をきっかけに担当を変えてもらう羽目になる。ちなみにその失言が原因で、美江は史朗が夕未に少し気があったものと勘違いしている。実家は結構な大金持ち。#48で大企業の御曹司と結婚した。
高橋（たかはし）
志乃が事務所に就職した時に事務を担当していたベテラン女性職員。名前不明。#91の回想で登場。高橋が退職後は、事務は長らく志乃が一人での担当となった。
外山 まどか（とやま まどか）
#91で事務所に新しく入った事務員。見た目はしっかり者に見えるのだが、事務能力はさほど高くなく、それを細かく注意した志乃に「いじめられている」と美江に訴え、短期間で辞めてしまった。
山田 瑞希（やまだ みずき）
#96から登場した美江の従妹の娘。36歳の既婚者で小学校二年生と幼稚園児の兄妹の二児の母（その後、#125で下の子供も小学校に入ったとの会話が有り、更に話が進んだ#168では上が中2、下が小4になったと語られている）。結婚前は秘書の仕事をしており、1人目出産の際は育児休暇後に職場復帰したのだが、2人目出産時に保育園の空きがなく退職することになってしまった。その後、夫が会社から残業代カットを言い渡されたため、急遽仕事を探すことになり、法律事務所の事務は未経験ではあるが母親の伝手で上町法律事務所で事務員として働くことになった。
童顔でおっとりとしたタイプに見えるが仕事に関しては有能（ただしドジ）で事務所のスケジュール管理もしている。また、ちょっとした会話や雰囲気から、史朗がゲイであることや美江の好きなお菓子を見抜いているなど鋭い一面もある。
当初は午後2時半までのパートタイム勤務だったが、下の子どもが通う幼稚園が午後5時半まで預かり保育ができるようになったことと、夫が定時で帰宅できる部署に異動したことをきっかけに勤務形態をフルタイムに変更し、子どもの送迎や食事は夫と分担するようになった（#104）。料理は上手いのだが大雑把で大皿料理が多く、実は子供のころから野菜も嫌いで健康のためにと我慢して食べていた。だが、家事分担で夫が作る夕食での野菜料理が普通に美味しかったため、野菜嫌いを克服できた。史朗とは仕事以外でも主に料理のレシピについてたびたび雑談をしている。
沢辺（さわべ）
15年前に上町法律事務所に司法研修に来ていた女性。現在は地裁で判事をしている（#164）。

#### 富永家
史朗の友人。なぜか賢二とは顔を合わせる機会が長年ないままであったが、#127でスーパー「アキヨシ」前で佳代子と賢二が遭遇し、その後、佳代子宅へ史朗と共に夕飯に招待され、史朗と佳代子が知り合ってから実に12年越しの対面となった（ドラマ版では5年の設定）。その後は賢二も富永夫妻と馬が合い、史朗抜きでお昼ご飯を富永夫妻に自宅に招かれて3人で食べる等（#135）、交流が生まれている。
富永 佳代子（とみなが かよこ）
史朗の料理友達。気さくで明るくさっぱりとした性格で、主婦ならではの簡単料理のレパートリーが豊富。ニュータカラヤの店先でスイカを一玉買おうかどうか迷っていたところ、同じく迷っていた史朗と居合わせことがきっかけで知り合った（#2）。以降、史朗とはスーパーの特売品やもらい物を分け合う仲。史朗がゲイであることをあっさりと受け入れており、史朗の愚痴を聞いたり的確な一言を与えたりする良き相談相手。ただし受け入れているのは他人だからであり、自分の娘がレズビアンだったとしたら平静でいられるか自信がないと話している（#8）。#2時点で50代と言っているので、史朗より約10歳ほど年上だと思われる（#127で、佳代子は史朗より10才くらい年上という記述有り）。
#51で、娘のミチルが身ごもった事に対する感慨から、佳代子自身は過去に不妊治療をしており、その時の子供は死産、諦めた時に偶然ミチルができたことを史朗に世間話的に話す。色んなことをあっさり人に言えるようになった、時間薬だと、史朗が帰宅後に夫婦でしみじみ語るが、当の史朗は結構深刻な告白だったのではと帰り道でうろたえる。だが、どこの家もみんな何かしらはあるって事なんだと思い直し落ち着いた。
共働きの娘夫婦を助けるために孫の悟朗の面倒をしょっちゅう見ていたが、悟朗が小学校へ入学するころになると佳代子宅へ来る頻度もかなり減り、また夫婦2人で過ごす事が多くなった。なおこれは、ミチルの夫である達也が、実は義理親宅へ頻繁に来るのは窮屈だったのではないかという佳代子の配慮の結果でもある（#105）。
夫やミチルの無神経さに頭を悩ませる場面もあるが、ひとしきり話せば引きずらない性格。シュークリームが好物（#82）。
富永（とみなが）
佳代子の夫。名前不明。#2で初登場。#31の時点で定年退職し、悠々自適の生活を送っている。毎週土曜日はテニスをやることを趣味にしている他、朗読のボランティアや街歩きの会、コーラスのサークルなど、多くのコミュニティに参加しており、非常に社交的で人寄せが大好きな性格。史朗のことはあっけらかんと「ゲイの人」と呼んでいる。本人に悪気はない。無神経であることは自認しているが、それを上回るほど愛されるキャラクターであると自己分析しており、目の前で佳代子に自分のことを愚痴られても気を悪くしたり文句を言ったりはしない、ある意味非常にポジティブで大らかな人物（#98）。賢二の美容院で発注ミスにより大量入荷してしまった男性用育毛剤を、その交友関係の広さから知人に配布してくれ、それをきっかけにこれまで店では少なかった新規男性年配客も増え、賢二が感謝したことも（#146）。富永自身も髪を切りに賢二の店に通っている（#155）。
渡辺 ミチル（わたなべ ミチル）
富永夫妻の一人娘。30歳（#31時点）。#2で初登場。実家近くのマンションで恋人の達也と8年におよぶ同棲生活を送っていたが、収入が低いことからお互いに結婚や出産の意思はなく、父親に心配されていた。後に達也とできちゃった結婚（#51）をし、10月に長男悟朗を出産。共稼ぎのため富永夫妻に悟朗の保育園の迎えや病院への付き添いなどをしょっちゅうしてもらっている。出産してからは料理をしなくなり、富永家を訪れた際には片づけに専念している。
性格は父親似で、史朗のことを父同様「ゲイの（人）」と呼んだり、#74ではもっと佳代子の所へ遊びに来て、息子の悟朗のことを孫のように可愛がってくれてもいい等、史朗の内心を突くようなことをズケズケと言うが本人にまったく悪気はない（悟朗を好きにならないでと言うなど）。
渡辺 達也（わたなべ たつや）
ミチルの夫。#61で初登場。悪気なく失礼なことを言いがちであるミチルに優しくツッコミを入れ、周りへのフォローも忘れない貴重なパートナー。
渡辺 悟朗（わたなべ ごろう）
ミチルと達也の息子。10歳（#149時点）。生後4か月時に#61で初登場。悟朗の名前はミチルと達也が史朗の名前からの連想で命名（史朗っていう名前はいいな→そのまま史朗だと筧さんがイヤかな→少し変えて悟朗）したことを#61で史朗に告げて礼を言う。なお、悟朗という名前は史朗の父と漢字を含めて全くの同名だが、名付けの由来を聞いた時点では史朗は特にその点には反応しなかった（その日、自宅に帰った史朗は賢二に、自分の名前から一字取ってくれた事が嬉しかったとは話している）。その後の#116で史朗は自分の両親にこの名付けの事を伝え、「自分の生きた証が次の世代に伝わる嬉しさってこういう事かと思った」と語っている。
佳代子が作る料理が口に合うらしく、大人用の食べ物も平気で食べてしまうが、ミチルや祖父母はこれを特に止めず、そんな富永家の子育てを、史朗は内心「雑だ」と思っている。赤ちゃんのころからかなりの人見知りで両親や祖父母に抱きついて離れない。時折富永家を訪れる史朗がかなり苦手だったが、「親戚のひと」だと思い込んでいて、そうでないと知った時は相当驚いていた（#113）。苺とあさりが好物（#82・#149）。

#### 依頼人
逸見 大悟（いつみ だいご）
史朗が顧問弁護士をしている企業に勤務している会社員。妻の美香から網膜剥離や火傷を負うほどの壮絶なDVを受け、心配した同僚に連れてこられた。美香の不幸な生い立ちに同情して暴力に耐えていたが、妻の連れ子である息子に殴られる姿を見せていては駄目だと思い離婚を決意。大柄な男性でありながら小柄な妻からのDVを受けていたことについて、周囲から「男のくせにだらしない」という言葉を投げかけられたが、「だらしない」と一言も言わず離婚合意に尽力した史朗に感謝の言葉を伝えた（#7）。
今田 聖子（いまだ せいこ）
精神状態を悪くして入院している間に夫に勝手に離婚されていた女性。#11で初登場。結婚時の苗字は「仁科」。元夫に引き取られた一人息子の大樹（だいき）が忘れられずに玄関先まで押し掛け、史朗を交えて元夫とモメた結果、「月に一度、遊園地で家族と遊んでいる大樹を遠くから見守る」という約束に史朗も付き合わされることになった。それから毎月史朗が遊園地へ立ち会っていたが、三年後、仁科の後妻である奈央から手紙でとある提案をもらい、ようやく「見守り」を終えることを史朗に告げた（#47）。#63で再登場した際は従妹の竹中真澄（後述）の相談にのってほしいと史朗にまくしたてるように電話で伝えて一方的に切った。
金沢（かなざわ）
壮年の男性で名前不明。借金の相談に来たにも関わらず、史朗に2時間以上も自分の生い立ちから話し込んでいた。話の全てを聞いてくれた史朗に感謝して涙を流した（#13）。
生稲（いくいな）
細身の男性で名前不明。妻（ドラマ版では母親）を医療過誤で死なせた病院に何が何でも医療訴訟を起こそうと考えていたので和解を提案されても強く反発したが、史朗が病院に取り付けたある条件を聞いて病院との和解を受け入れる（#20）。
諸住 直次（もろずみ なおつぐ）
正確には依頼ではなく、当番弁護士として、#40で修が担当したホームレスの老人男性。商店街でお菓子を盗んだ窃盗罪で逮捕されたが、前日にホームレス仲間のケンカの末に相手を死なせたため殺人罪で再逮捕されて裁判員裁判の被告になる。そのため、裁判員制度の研修を受けていない修に加えて、研修を義理で受けていた史朗も担当することになった。ある理由で懲役9年の判決を受け入れる（#44）。
皆川（みながわ）
史朗の母、久栄が着付け教室で知り合った友人女性で名前不明。久栄から史朗に相談があった時点で故人で写真でのみ登場。老人ホームに入る際に久栄が保証人になったため、亡くなった時にホームから久栄に連絡があった。皆川の遺言書に添えられた手紙に「自分が死んだ後の事は筧久栄さんにお任せする」と記されていたが久栄にはどうしようもできないので久栄の依頼という形で史朗が遺産整理を手伝うこととなった。遺言書の内容に基づいて手続きをしていたが、住んでいた老人ホームの部屋の片づけを手伝っていた際に、実はアメリカ人と結婚後渡米した姉がいたという事が判明し史朗を困らせた（#55）。
井形（いがた）
三谷まみ（後述）の女性マネージャー。名前不明。正月スペシャル2020ドラマ版では「井桁（いげた）」という名字に。大策の部下で、大策の紹介により離婚案件で史朗の依頼人になる。史朗の独り言(#57)や大策と史朗との会話(#58)には名前だけは出てくるが、作品に姿は未登場。まみからは「いがっちゃん」という愛称で呼ばれている。
竹中 真澄（たけなか ますみ）
今田聖子の従妹で月島在住。痴漢で三度目の逮捕をされた出版社勤務の夫の弁護の依頼を史朗にするために聖子の紹介で来所。夫の女性関係に泣かされているが経済的に夫より不利な立場にあるため、離婚をして幼い子供を夫に取られないよう仕方なく夫を支えなければいけないと思いつめていたようだったが、史朗の説得により離婚の依頼に切り替える。史朗いわく「今田さんの従妹だけあってエキセントリックな人」（#63）。
池辺（いけべ）
初老の男性で、史朗が借りているマンションのオーナー。名前不明。相続問題を史朗が担当して知り合った（#67）。史朗が現在住んでいるマンションの部屋は実は過去に殺人事件の現場となってしまった事故物件で、そのため借り手がつかなくて困っている池辺と、当時「職場に近くキッチン設備が充実している賃貸物件」を探していた史朗とで利害が一致し、相場の三割引きの家賃（10万円）で部屋を借りることになった。#84で池辺から賢二との関係を聞かれた史朗はとっさに上手く誤魔化すことが出来ず、正直に恋人だと打ち明けてしまったため、身内を除くと史朗がゲイであることをカミングアウトした二人目（一人目は佳代子）の人物となった。池辺本人も史朗がゲイであっても気にせず、むしろ身元も職業もしっかりした史朗に今後も部屋を借り続けて欲しいと考えており、同性同士のパートナーシップ証明書を発行する条例が出来た渋谷区に史朗が引っ越してしまうのではないかと心配したための関係確認だった。なお、その後の#161で史朗達にその気があるならマンションの部屋を売ってもよいという提案を史朗にしていた模様。
中谷（なかや）
職場の同僚の女性との浮気が原因で妻と離婚調停をしている男性で名前不明。史朗の質問にとぼけるが、あることからそれを看破される（#80）。
西松 紗奈（にしまつ さな）
正確には依頼ではなく、当番弁護士として史朗が担当することになった女性。売春防止法違反で2回目の逮捕となった。両親が離婚して2人とも所在がわからず、一人っ子で祖母と同居していた。以前に風俗店に勤務していたが遅刻ばかりしてクビになったので周囲に頼れる人がいない苛立ちを史朗にぶつけていたが、史朗からの言葉をきっかけに心を開いた（#97）。
八田（やだ）
夫の浮気の相談で史朗が担当となった女性。八田には離婚の意思はなかったが、夫の方が浮気相手である榎並真理（えなみ まり）に本気になってしまい離婚を希望、だが実はこの浮気騒動は真理の夫、榎並兼次（えなみ かねつぐ）が仕掛けたハニートラップだったという落ちが付く（#134）。
木村 清二（きむら せいじ）
兄夫婦である木村勇一（きむら ゆういち）と木村直美（きむら なおみ）、母親の木村沙保子（きむら さほこ）と4人で同居していたが、沙保子の介護を巡って兄嫁である直美と口論になり、その際、直美に大怪我を負わせてしまう。だが、これは直接的に清二が暴力を振るったわけではなく、振り上げた手が当たった直美がそのはずみで転倒し、テーブルの角で頭をぶつけての怪我で、清二本人の反省と後悔はもちろん、勇一と直美も清二を庇い、弁護士（史朗）、判事（沢辺・前述）、検察（樋口・後述）の全員が今回は不起訴で行きたいと心を一致させる事件となった（#164）。
木村（きむら）
上記、木村清二とは無関係。スーパーマーケット店長。勤務態度に問題がある従業員、仲井戸（なかいど）の契約更新を拒否したところ、雇い止めを主張され、スーパーマーケットを経営している会社が民事訴訟で中井戸に訴えられてしまい史朗が弁護を担当した。仲井戸の夫は霊媒師で、傍聴しながら史朗にも呪いを掛け、果たしてそれが効いたのか偶然なのかは不明だが賢二が夏風邪で寝込むこととなった（#175）。

#### 弁護士仲間
塚本 雅志（つかもと まさし）
司法修習生時代の同期。異性愛者（ノンケ）。ハンサムで、史朗は修習生時代に淡い片思いをしていたが、本人は今に至るまで全く気づいていない。三十代で再会した時にはバーコード頭になっていて史朗を愕然とさせたが、その後、不摂生がたたって膵臓炎を発症。その後は節制して健康的な生活を送っている（#5）。
菅沼 晃一（すがぬま こういち）
司法修習生時代の同期。46歳でようやく結婚した。その結婚式の二次会の出来事をきっかけに、史朗が珍しく高価な買い物をすることになる（#37）。
北村 誠（きたむら まこと）
司法修習生時代の同期の中では最年長。#68で初登場。60歳。食品会社に勤めながら司法試験を目指して14年で合格。自分がおもしろいと思った事件しか引き受けず、一匹狼で活動する変わり者だったのだが、突然大手事務所に移った。史朗と同じく独身のため、史朗とは気があっており、史朗よりも年上なのに結婚する気はないと豪語してくれているおかげで、同期から結婚の話になると矛先（なぜその年で独身なのかという疑問）が史朗に向きにくいという理由で密かに感謝されている（#68）。
斉藤、渋谷、富村（さいとう、しぶや、とみむら）
いずれも司法修習生時代の同期で学究肌。#68で初登場。斉藤は既婚の女性、渋谷と富村は男性。
樋口（ひぐち）
弁護士ではなく検察官。女性。ボールペンをカチカチと出したり引っ込めたりし続けるクセがある（#164）。

#### 過去の史朗の関係者
仁美（ひとみ）
名字不明。史朗が人生で唯一交際した女性。交際は#4の時点で「20年以上前」と史朗が言っているので大学生のころと推測される。当時は大柄でボーイッシュな感じだったので「女の子らしくないから大丈夫かもしれない」と思って付き合ったが、やはりうまくいかず半年で別れた。ある意味で自らをゲイだと史朗に認識させた人物。史朗は「やっぱ主にセックスが……」と述べているので女性との性交渉も経験した模様。現在は既婚で#4時点で中学生の子持ち。史朗と賢二のマンションの近くにパン屋を構え、そこで売られているパンを「値段が安く味もいい」と史朗は購入しているが、そのことにも賢二はヤキモチを焼いている。
#169では若い頃の仁美にそっくりな長女が店を切り盛りしており、仁美は6年ほど前に隣町に二号店を出店して主にそちらを担当していた。だが、本店、二号店ともに、長女夫の両親が経営する果樹園のある愛媛へ移転が決まり閉店。仁美夫婦も共に引っ越して愛媛でブーランジュリーカフェを開店予定。仁美の店のパンが入手できなくなったのを機に、史朗と賢二の朝食は和食中心に切り替えることになった。
マーちゃん
本名不明。史朗のマエ彼。史朗と同い年で、史朗を二丁目の店に連れて行き、そこで史朗と賢二が出会うことになる。なお、史朗はこれが人生初の二丁目だった。マーちゃんは賢二の友人でもあり、ある意味、史朗と賢二を引き合わせた存在（#9）。
伸彦（のぶひこ）
名字不明。史朗の以前の同棲相手で史朗は「ノブさん」と呼んでいた。同棲していても家事は一切せず、排水溝の詰まった洗濯機を処理する史朗に「何やってるんだお前は」と叱るなど冷たいところのある男だが、渋い見た目は非常に史朗の好みのタイプだった。「かぼすちゃん」という名前の猫を飼っており、史朗との同棲先にも連れてきていた（#14）。#122で再登場（ただし回想シーン）した際はパソコンを使って自宅で書き物をしており、史朗が「締め切り前で機嫌が悪そう」と言っているため、文筆関係の仕事をしていると思われる。
金森 幸夫（かなもり ゆきお）
史朗の大学時代の同級生。ガンで他界したので史朗に連絡が入った時点で故人で遺影で登場（#103）。史朗の同級生でもある女性と早くに結婚して一男二女をもうけ、他界した時点で三人とも社会人になっていた。第一子の長女は結婚して孫が生まれ、第二子の長男は父親に似ていた。

### 矢吹賢二の主な関係者

#### フォーム
賢二の勤務する美容院で、史朗と賢二の自宅から徒歩1分の所にあり、「Forme」と看板が掲げられている。
三宅 祐（みやけ ひろし）
賢二の美容学校時代の同級生でフォームの元店長。アフロヘアーが特徴（ドラマ版では演じるマキタスポーツのキャラクターに合わせて禿げ頭にソフト帽）。賢二とはお互いのことを「ケンちゃん」「ヒロちゃん」と呼び合っている。インスタントラーメンは醤油派。一女一男の子持ち。かなりの浮気性で店の客に手を出しまくり、妹島（せじま）という女性客と浮気して一緒にいるところを当時中三の娘に目撃されてしまったことも（#32）。その後、妹島とは別れたが、浮気を何度も続けたことで妻の玲子に逃げられて離婚。気分転換に旅行したベトナムに商機を見出し、帰国後、ベトナムに2号店を出して現在の店舗を賢二に任せると宣言した（#112）。2号店では大きな苦労はしていないようで、ベトナム語の勉強をする意欲を出している。賢二は「商売人としては勤勉でまじめ」と評している。#140で、コロナ禍の影響からベトナムの店の売り上げが激減し、日本への帰国もタイミングを逃すと難しいということで、店の権利を若いベトナム人スタッフに売って帰国する。祐が店長に復帰すると賢二は店長から一般スタッフになり、そうなると肩書が店のトップスタイリストからヒラのおじさんになってしまい若い女性の指名は取れなくなると賢二は本気で心配するが、祐は帰国後はベトナムでの経験を活かして美容院の経営に関してやカットの講師をしていき、フォームの店長はそのまま賢二に任せると話して賢二を安心させた。
三宅 玲子（みやけ れいこ）
祐の元妻。元美容師のエステティシャン。初登場は#32だが、その時は長女と共に後姿のみの登場だった。その後、子育てが一段落したため、#52でフォームの一角にサロンを開業し（この前年にフォームは改装をして玲子の希望で小さなエステルームも設けた）、そこで働くようになるが、祐の不倫相手である妹島を顧客の一人にしてしまったため、祐と賢二の悩みの種になったことも。
サロンの人気は順調で、一見すると祐とも仲睦まじくしているように見えたのだが、「2〜3年後にはフォームからサロンを独立させ、その後は離婚する心積もりがある」と剛に話していた（#86）。その後もフォームで働きながらも離婚の準備を密かに進めており、#102で祐にフォームからの独立を宣言して別の場所に自分の店を持つことを話す。その後、実際に退店してフォームとは反対側の駅向こうにサロンを開業した。ちなみに祐は玲子のこの行動が離婚への布石だとはまったく気が付いておらず、玲子の仕事が順調なことに喜んで応援している。その後の#112で長女の就職と長男の大学進学を機に離婚届を自宅に残して荷物を持って出て行き、祐との直接連絡を拒否、以降の養育費等については弁護士を通じてと祐の元に弁護士から連絡が来る。話し合いを望む祐は玲子の店である駅向こうのサロンにも行ってみるが店は半年前に既に人に譲っており、玲子は別の店に移っていて行方が掴めず、諦めて離婚となった。ここでは「三宅玲子」と表記しているが、離婚後の苗字は不明。ドラマ版では離婚後も三宅姓を名乗っていくことを賢二に伝えている。
早乙女 エリ（さおとめ エリ）
フォームの女性店員。細身。インスタントラーメンは塩派。賢二からは「早乙女ちゃん」と呼ばれている。賢二が#112でフォームの店長就任以降、暫くの間はレジ締めが苦手な賢二をサポートしてこれを手伝っていたが、#117で祐が一時帰国した際、レジ締め作業に苦労しているという話の中で、毎日のレジ締めや釣り銭両替を全て引き受けても良いと2人に持ちかけ、固定給にその分のギャラを上乗せするという条件で全面的に任されることとなった。レジ締め自体は祐が店長をしていたころから行っており、このやり取りを見ていた祐は、賢二をすっ飛ばして早乙女を店長にした方が良かったのでは？と心の中で思うのだった。東京での一人暮らし歴は20年近くで、気ままなお一人様暮らしを楽しんでいる（#162）。
麻生 美香（あそう みか）
祐と賢二についでフォームではベテランのスタイリスト。黒髪で厚い唇が特徴。故郷の栃木で独立するため退職（#52）。
田渕 剛（たぶち ごう）
#18から登場した長崎県出身の男性美容師。#62時点で27歳。性格はいまどきの若者でゴシップが好き。インスタントラーメンは塩派。麻生の退職とほぼ時を同じくしてアシスタントからスタイリストに昇格。
誰に対してもずけずけとなんでも思ったことを言ってしまう質で、付き合っている年上の彼女のことを「ブスでババア」と言ったり、お客さんのむくんだ顔をみて「顔がパンパンだ」と本人に言って祐の顔を青くさせたり、頭頂部の髪が薄くなったことや太ってきたことを賢二に大声で指摘するなど口はかなり悪いが、物事に拘らないさっぱりとした性格でコミュニケーション能力は高いため、周りからは憎まれない。
彼女を切らしたことが無く、一人暮らしを始めてから一度も家事をやったことが無いし、やる気が無いことも公言している（ただし、好物のパスタを作ったりはしているため、料理ができないわけではない）。そんな剛でも受け入れてくれるという理由から今まで付き合った女性は全て年上だった。試しに年下とも付き合ったが、その性格が災いし即振られている。また、その年上彼女に別れを切り出されても縋ったりせずにあっさりと受け入れるため、これを賢二を始めとしたフォームの同僚から「何かよく分かんないけどかっこいい」と絶賛された（#62）。現在は元カノだった同い年の逸見千波（後述）とヨリを戻して同棲中。専門学校時代（10年前）に付き合った元彼女が剛のストーカーになってしまい、千波に嫌がらせをしてきたこともあったが、賢二を通して史朗に相談して解決した（#118）。今までの彼女と違い、お互いアラサーになっても結婚を求めてこない千波に剛の方がこれを心配するが、二人で話し合い結婚はせずに現状維持を選び（#135）、子供も作らないと決めている（#146）。#174ではGWの帰省に千波を自分の実家に一緒に連れて帰って彼女として家族にも紹介している。その時の家族構成は剛の両親と兄夫婦、兄夫婦の子供2人（甥と姪）だった。
ドラマ版ではS1は登場しなかったが、劇場版では賢二と一緒に帰っているところを史朗に目撃され、史朗が賢二の浮気を疑って嫉妬し、史朗自身がそんな自分の一面に驚くというエピソードになった。劇場版のプロデューサーの瀬戸麻理子は「田渕くんという原作の人気キャラクターは、絶対に『ここぞ！』という場面で登場させたい、と連ドラのときからよしなが（ふみ）先生や脚本の安達（奈緒子）さんにも相談していました」と述べている。S2からはレギュラー出演となっている。
中村 光江（なかむら みつえ）
#112から登場。玲子がフォームから独立後にエステルームを引き継いだ年配の女性エステティシャン。玲子がエステの勉強していた時の先輩。お古のホットプレートを剛に譲る等、その後もフォームの面々とは上手くやっている模様。家族構成等は不明だが、剛にホットプレートを渡す際に「一人暮らしになってすっかり使わなくなった」との発言があった（#174）。

#### 矢吹家
矢吹 賢一（やぶき けんいち）
賢二の父。#34で回想で登場。賢二が物心ついたときには既に浮気で家を出ていて、何年かに一度、暴力をふるって母親の金を奪うときしか帰ってこなかった。中三になって成長した賢二を見てたじろいでからは実家に寄り付かなくなる。ほとんど家にいなかったため、賢二がゲイであることは知らなかった模様。20年ほど前、生活保護の申請をしたことを千葉市から賢二の実家に届いた通知で一家は知り、扶養義務調査の書類がその後毎年来ることがいわば賢一の生存証明になっていた。自宅アパートで孤独死していたことが警察から賢二に連絡が入った後、現地で火葬されて賢二の実家に戻り、無事に納骨された（#64）。賢二曰く「もともと気が小さくて酒の勢いがないと家に帰ってこれない人」なのだが、ドラマ版では「機嫌が良い時には賢二に味噌ラーメンを作ってくれた」設定が追加されている。
矢吹 峰子（やぶき みねこ）
賢二の母。埼玉で美容院を経営していて、高齢だが常連相手にいまだに美容師を続けている。賢一が滅多に帰ってこないため女手一つで子どもたちを育て上げた。賢一にはお金を巻き上げられるたびに暴力を受けたこともあったが、離婚のやり方を知らなかったため離婚はしなかった。
賢二がゲイであることがバレたときはホウキをもって「親不孝者」と追い掛け回し、孫の顔を見せないことに腹をたてたが、賢一の葬式時には大分気持ちが落ち着いており、久しぶりに実家に帰ってきた賢二に自分の美容院を継いでもらえないかと持ちかけた（#64）。腸閉塞で入院した際に賢二を呼び出してあるお願いをする（#120）。それは、賢二家族と史朗との対面で、峰子の美容院の常連が病気で息子を亡くしたことをきっかけに、賢二に万が一のことがあった場合を考え、史朗と顔を合わせておきたいという物だった。その後、史朗と賢二、峰子と賢二の姉2人の5人で、美江と史朗との思い出の場所である鰻店で和やかに食事会が行われた（#121）。
矢吹 政江（やぶき まさえ）
賢二の長姉で、賢二からは「マサエ姉」と呼ばれている。美容師資格を持っているが埼玉の八百屋に嫁いだ。長男真人（まさと）と長女芽久（めぐ）の二児の母。ちなみに真人は叔父である賢二の若いころに瓜二つで、まるで自分の息子のようだと賢二は喜んでいる（#64）。便宜上、ここでは「矢吹 政江」と表記しているが結婚後の苗字は不明。その後、真人は水道屋に就職、芽久は実家の八百屋を継ぎ、父親（政江の夫）の康夫（やすお）と一緒に働いている（#167）。
矢吹 智恵子（やぶき ちえこ）
賢二の次姉で、賢二からは「チエ姉」と呼ばれている。政江と同様に美容師資格を持っているがデパートに勤務。独身を貫いている。ドラマ版では北千住に住んでいる設定。

#### 過去の賢二の関係者
翔人（ひろと）
賢二が昔、アルバイトをしていたホストクラブのNo.1ホスト。他のバイト仲間（後に美容室の客の夫）と2人で翔人の部屋に遊びに行った際、実はゲイ（ネコ）である翔人から迫られ、バイト仲間はトイレに行くと言って逃げるが、賢二は「おいしくいただき」その後も一年ほど付き合ったらしい（翔人に浮気されて破局）。なお、このバイト仲間は賢二を見捨てたとずっと後悔しており、妻から賢二と引き合わせてもらい当時の話を聞いて安心するが、賢二がゲイになったのは翔人とのことがきっかけだったと勘違いしている（#6）。
ヒデくん
本名不明。#13に出てきた賢二のかなり年下の友人。見た目はかっこ良く、いわゆるゲイモテする風貌だが少し抜けていて我儘な上、何を考えているのかよくわからないところがある。ヒデくんの愚痴を賢二から聞かされた史朗は友達をやめろと怒るが、賢二は基本的にはイイ子だし遊んでいて面白いと言っている。
久仁子（くにこ）
名字不明（顧客の吉川は実の娘のようだが名字が同じかどうか不明のため）。賢二の顧客の一人。久仁子の娘も賢二の顧客（吉川）で、吉川から久仁子が美容院に行きたがっているが、高齢と病気をきっかけに外出が難しくなり、美容院にも行けなくなっていることを聞く。その後、賢二が実家に顔を出した際に、母の峰子との会話から久仁子宅に出張カットすることを思いつき、吉川に電話で提案、実質的に出張カット第一号となった（#89）。それからほどなくして他界し、賢二が髪をカットした直後に撮影した写真が遺影となった（#92）。
三枝 愛（さえぐさ あい）
賢二の専門学校時代の同級生の女性。同業者向けの講習会の講師を賢二に依頼する（#128）。
須山（すやま）
フォームの10年来の常連客で、祐がフォームを賢二に託す際に祐から賢二へと担当を引き継いだ。雑貨輸入販売会社の女社長で顔が大変に広く、たくさんの知り合いをフォームに客として連れて来てくれる上客。既婚者だが夫とは別で付き合っている男性もおり、いわゆる肉食系女子らしく、賢二のこともゲイと知っているにも関わらず自分の仕事用マンションに連れ込んで関係を迫る。そのタイミングで史朗から電話が入り、これを口実に賢二はなんとかマンションから逃げ出すが、これが原因で大得意である須山が来店しなくなったらと心配する。しかし須山は翌週の予約日にしれっと来店して賢二を安心させた（#130）。
亮介（りょうすけ）
名字不明。賢二の元カレで、賢二は「リョウくん」と呼び、亮介は賢二のことは「ケンちゃん」と呼ぶ。付き合っていたのはかなりの昔（20年前）の話で、その後、別れても友達付き合いをしていたが、亮介が東京から名古屋へ転勤になり疎遠となった。だが、また東京に戻ってきたとのこと。#148で史朗との買い物帰りに賢二を見かけた亮介が話しかけて来て再会した。賢二と付き合っていた頃は華奢で細身の可愛いタイプだったが、再会時はゲイモテしそうなマッチョな容貌になっていた。ちなみに賢二は昔の亮介の方が断然好みだったとのこと。#156で彼氏が出来たと賢二に電話をしてきて恋バナで盛り上がった。

### 史朗と賢二の共通の関係者（ゲイ仲間）
本田 鉄郎（ほんだ てつろう）
通称「テツさん」。飲食店を何店か経営する実業家。両親は健在だが遺恨があるらしく「財産は故郷の両親にはびた一文だって渡したくない」と言っている。そのため史朗にある依頼をする（#25・#26）。史朗達よりかなり年上の印象で、温和で丸顔。ドラマ版では59歳の設定。
#161で再登場した際は4人で食事をしながら、行っていた事業は人に譲ったりたたんだりして仕事からはリタイアし、軽井沢にヨシくんと一緒に移住することが語られた。軽井沢にゲイ専用の老人ホームを作りたいとの夢も持っている。この時点で68歳。
長嶋 善之（ながしま よしゆき）
通称「ヨシくん」。テツさんの彼氏で料理の腕前は玄人はだし。料理の材料をオーガニックにするほどのこだわりがある。史朗のことを「筧氏」（かけいし）と呼んでいる。無口で面長。テツさんとは同居していないものの、長年連れ添ってきた連れ合いといえる仲（#25・#26）。仕事は翻訳家（#161）。
#161でテツさんと共に再登場した際は、軽井沢移住に対して野菜が美味しく料理する人間にとっては魅力的な土地だと語っている。この時点で56歳。
姿は出ないが、#24では賢二から史朗に2人との合同での旅行を提案され、#28では2人と一緒に4人で花園神社へ二年参りに行く旨が語られている。
小日向 大策（こひなた だいさく）
佳代子の夫のテニス仲間。「ゲイ同士だから仲良くなれるかと思って」という理由だけで#33で史朗に紹介された。大柄で無骨で、ゲイの世界ではモテるタイプの外見。普段は無表情だが、恋人・航の前では満面の笑みを浮かべ口調まで変わるベタ惚れ状態。わがままな航との日常を史朗に「悲しい出来事」として話すが、その全てが史朗からすると惚気話にしか聞こえない。しかし賢二だけは史朗と大策が何かの拍子にデキてしまわないかと常々心配をしている。#94で航が家出した際に史朗と二人で食事に行き、「僕があんまり航君ひとすじなのが良くないんでしょうか…」と手をつなぎながら言い事実上史朗を誘ったが、「帰ってきたジルベールに刺されそうだからやめておきます」としてなんとか断った。だが史朗のタイプの男性であり、浮気の一歩手前で史朗が10年前であったらわからなかったと思うほどであった（#94）。
「株式会社モリプロ」という芸能プロダクションに勤務し、マネージメントのグループリーダーをしている（#109以降は肩書がチーフマネージャーとなっている）。住居は一等地にあるマンション、航との生活費は全て大策が負担、大策宅の冷蔵庫が壊れた際に史朗のところへ持ち込まれた食材は全て高級品（#66）、史朗と賢二の家で行ったパンケーキパーティーでは高級食材は大策が購入し持ち込む（#76）など収入はかなり良く、元々実家も裕福な家庭で育った様子。中学まで野球をやっていたので会社の草野球チームに入っている（#43）。社内でもゲイということを隠していない。
実家の両親には自分がゲイであることはカミングアウトはしていないものの、ずっと独身を貫いていることから薄々気づいているのではないか、と大策は推測している。また、大策には既婚の兄妹がおり、孫もすでに5人いるので親ももう気にしないのではないかとも言っている（#109）。
航とは大策が大学生時代に家庭教師と生徒として知り合ったと聞いた史朗と賢二は、航が当時まだ12歳だったことを知って焦るが、大策曰く深い関係になったのは航が17歳の時とのこと（#76）。子供好きらしく、佳代子の一家と史朗と一緒に行った花見で孫の悟朗（当時2歳）に会った時は「カワイイですね…♡」と頬を染めていた（#82）。
#151で尿管結石を患い救急車で運ばれる。あまりにも苦しそうな大策の姿を見て、このまま大策が死んでしまったら仕事先や家族の誰にどう連絡していいかわからないと悩んだ航からさらっと結婚を提案される。当然、これを感涙で快諾し、再プロポーズもした上に、その後は大手芸能プロダクションのチーフマネージャーの手腕を発揮し、LGBTフレンドリーな式場をピックアップして式場見学や試食を毎週末行い、2年後の挙式に向かって我儘な航が何も言えないぐらいの段取りを行った（#153）。#171で挙式が無事に行われ、三谷まみ（後述）を始めとした数多くの有名芸能人や史朗、賢二、富永夫妻、航の母が招待されて出席、史朗は友人代表としてスピーチも行った。
小日向 航（こひなた わたる）
大策の年下の恋人。#36で食事会の名目で大策から史朗に紹介されたのが初登場。旧姓は井上（いのうえ）。#172で大策と籍を入れて（養子縁組して）姓が変わった（都のパートナーシップ条例では緊急時の手術の同意を取れるのは都立病院のみなど制限が多いため）。わがままな性格で大策を振り回している。大策は「ジルベール似の美少年」と史朗に語っていたが、実際は無精髭を生やし、服装にも無頓着な外見の青年。年齢は#45時点で30歳過ぎなので、史朗より一回りほど年下だと思われる。
大策の航へのジルベール扱いは、航がまだ12歳の少年の時に知り合ったことが大きな理由らしい。大策と賢二は彼のことは「ワタル君」と呼んでいるが、史朗だけは「ジルベール」と呼び、航本人もそれをまったく気にせず受け入れている。航は、大策のことは「大ちゃん」、史朗のことは「筧さん」、賢二のことは「ケンちゃん」と呼んでいる。飄々としているようだがズバリと物事の核心をつく発言をするので、史朗は少し苦手としており、賢二とはそれぞれの恋人から如何に愛されているかという面で、お互いを少々ライバル視している。
大策と暮らす前は会社の寮に住んでいたが、会社を辞めて寮も出なければならなくなり、大策のマンションに転がり込む形で同棲が始まった。現在はデイトレードで日銭を稼いでいるが、どんなに勝っても一日に2万円稼いだら終了とし、月収は10万円程度で満足している。生活費は大策が稼いでいるので、この航の収入は家計には入れていないらしい（#54）。
父親は一代で外食チェーンを築き上げた実業家で、航は「たたき上げの成金」と評している。実際、航が小学校低学年のころまでは貧乏だったらしい（#100）。家族は他に母親と弟がいる。家族は全員、航がゲイであることも大策と恋人同士で同棲中であることも知っているが、それを受け入れているわけではなく、むしろ突き放しており、航が大策と喧嘩をして家出をした際、心配して連絡を取ってきた大策からの電話に対して「あんな奴をもう息子とは思っていない」と父親は発言している（#94）。そのためか愛情に飢えているような面が多々あり、大策に対して愛情の試し行動が多い。ただし大策から愛されていることと己には確固たる自信もあるらしく、史朗と大策が浮気してしまうのではという賢二の不安に対して、大策にとって史朗と航とでは「ちょっとカワイイ一般人とスーパーモデルぐらいの差がある」と笑い飛ばしている（#66）。
史朗の料理については「おばちゃんくさい」「普通」と悪態をつきながらも黙々と食べたり、無言でおかわりをすることもあって気に入っている様子。#100では航自ら史朗に、大策の作る小洒落た鍋に飽き飽きしているため、庶民的な普通の鍋を作って欲しいとのリクエストもしている。ドラマ版では「わさビーフ」というポテトチップスを愛好している設定。
初期は史朗に対して刺々しかったが、交流が続き、史朗の作る料理（野暮ったい惣菜）に胃袋を掴まれ、史朗がふざけて行った、おっ母さん（史朗）と子供（航）のごっこ遊び（この時だけ史朗は航のことを「ジルベール」ではなく「ワタル」と呼ぶ）に絆され（#159）、その後は航の方から史朗をおっ母さん扱いする（#166）など、より懐いていっており、史朗宅は第二の実家とまで言うようになった（#171）。
#151で大策に自ら結婚話をし、その後2年掛けて準備をして#171で挙式が行われた。準備段階で大策から航の家族への連絡はどうするか聞かれ、父と弟には絶対に知らせないで欲しいが、母親にだけは話して良いと許可をし（#153）、実際に母親は大策と航の挙式に招待されて航の結婚を祝福していたので、母親との関係だけは悪くない模様。#177でスペインのバスク地方に1週間新婚旅行に行き、史朗と賢二に愚痴ばかりこぼしたため史朗はなぜ旅行したのか理解できなかったが、賢二はマウンティング・惚気けであり実際は結構楽しんでいたのであろうと予想している。
妄想ジルベール
#36で実際に航に会うまで、大策から「（航の）ビジュアルはジルベールみたいな美少年をイメージして下さい」と言われて史朗が思い浮かべた想像上の航。登場は#33と#36。
中性的でまつげが長く、鼻筋の通った美少年で、フリル状の襟が付いた服を着ている。また、漫画では普通に日本語をしゃべっているが、ドラマ版では英語に日本語字幕だった（会話相手である大策は日本語）。
史朗は「風と木の詩」に関する知識が無く、漫画では#33で大策と会った後、自宅のノートパソコンで検索して確認していたが、ドラマ版では大策と会ったその場でこっそり、スマートフォンから「ジルベール 美少年」で検索して外見を確認していた。ちなみに史朗と違い、賢二は「風と木の詩」や登場人物であるジルベールのことを知っていた。

### その他
瀬尾家（せおけ）
史朗の実家の隣人一家。久栄と悟朗が戦後すぐ同じころに引っ越してきて以来のお隣同士で、久栄が宗教にはまっていた時も付き合いを続けてくれ、下手をすると田舎の親戚よりも濃い関係だと史朗は語っている。
作中に出てきた家族構成は史朗の幼馴染みの晃（あきら）と晃の妻の美香（みか）、その2人の子供の拓（たく）と佳奈（かな）の兄妹、晃の母親（ただし晃は作中には未登場）（#19）。#129で再登場した際は、晃の両親と美香、高校2年生になった拓が登場し、拓がもう高校生だということに史朗が驚いていた（中学2年生の佳奈は登場せず）。
我孫子（あびこ）
大日本テレビで『並んでもかまわない法律相談所』という番組のプロデューサーを務める男性。名前不明。史朗のハンサムなルックスをみて出演を強く依頼するが、史朗からある証言をされたことをきっかけに依頼を取り下げる（#29）。
オバちゃん
本名不明。#35で初登場。史朗が行きつけていたスーパー「ニュータカラヤ」のレジ担当の女性。レジ作業は早く、妙に美人なのだが無愛想。「オバハンといってもきっと自分と同世代だろう」と史朗は推測している。#65で「ニュータカラヤ」の閉店騒動があるが、新たに居抜きで開店したスーパー「アキヨシ」でも雇用され、レジを担当している。店の方針なのか愛想がかなり良くなったのだが、史朗は「前の無愛想な対応が好きだった」と残念がっている。#132で、商店街で買い物中の史朗と賢二は和服姿の美女から挨拶をされ、賢二は史朗の昔の女ではと勘ぐり、史朗は好きなタイプの顔だが誰だか思い出せないと頭を悩ませるが、それは初釜帰りのオバちゃんで、見かけた史朗につい声掛けしてしまったとのことだった。
三谷 まみ（みつや まみ）
大策がかつて担当していたタレントの一人。既婚者だが過去に一度離婚歴あり。史朗はまみの大ファンで本人出演のドラマをよく視聴していた。#43で史朗は大策の草野球試合を応援しに行く代わりとしてまみのディナーショーのチケットを大策から入手し、大喜びしていた。#58ではまみのマネージャーの離婚案件を史朗が担当したお礼の夕食の場に、大策がそのお礼の一環としてサプライズでまみ本人を呼んでおり、史朗はまみとの直接対面を果たした。その場にいた賢二の自己紹介で史朗がゲイであることはまみに伝わったが、まみは特に驚くこともなく、自身の二度目の離婚の時には弁護と冗談などを交じえて史朗と親しげに会話を楽しんだ。
代表作は「時をこえる少女」という作品で、#157で史朗は賢二が入っている動画配信サービスで「不朽の名作をまさか今配信で観られるとは!!」と感涙。大策と航の披露宴では同名の主題歌をまみ本人が余興として歌った（#171）。
片岡 周平（かたおか しゅうへい）
志乃の実家である洋食屋「小山軒」に20年間以上勤めている腕利きコックで、志乃の父であるオーナーシェフの一番弟子。40歳（#106時点）。#73で初登場。28歳の時に16歳だった志乃から告白されたが、志乃がまだ高校生なのと、当時、小山軒は支店をいくつか出しており、店を乗っ取る目的で志乃と付き合うのではと周りに勘ぐられるのが嫌という理由で振っている。しかし現在、一時は経営破綻しかけた小山軒は本店のみになっており、むしろオーナーの味を残していきたいと考え、志乃に結婚の意思がまだあるかどうかを確認、志乃がすんなりと求婚を承諾したので婚約する。ちなみに志乃が告白した当時はシュッとした顔立ちの美青年だったが、勉強で食べ歩きをしなければならないことと、仕事柄、食事の時間が不規則で栄養が偏った食事を続けたため、10年間で20kg増量していた。
38歳で志乃と結婚（#83）するまでは志乃のことを「お嬢」と呼んで敬語で接していたが、結婚後は「志乃ちゃん」と名前で呼んで気取らずに接するようになり、事務員がすぐに退職したことについて志乃が愚痴をこぼすと料理人の厳しい世界に生きている者として助言をした。豊洲の自宅では時間があれば志乃と一緒に夕食を作っている。
結婚から2年経って常連や同僚から「小山軒の跡継ぎを」とプレッシャーをかけられ、さらに母親からも責められたので志乃に黙って妊活の一環としてダイエットをして痩せたが、志乃からの言葉で子作りについて考えを改めている（#106）。
逸見 千波（いつみ ちなみ）
剛の現在の恋人で剛と学年は一緒だが半年年上。校正の仕事をしており、常に黒髪を後ろで一つに束ね、眼鏡をかけた真面目そうで地味な見た目の女性。料理については手際は良いが味付けが苦手なので、剛はフォームの面々と千波について話す時は「料理がビミョーな彼女」と紹介している。剛からは「作ってくれるから味については気にしてない」と言われるが「食べてくれる相手には本当においしいものを作りたい」と悩んでいた。以前に剛と交際して一旦別れた（#70）が、剛がその後付き合った女性にふられていたことと千波が住んでいた部屋の契約更新のタイミングが一致したのでよりを戻して（#108）同棲中。お菓子作りには「錬金術みたい」と苦手意識を持っていたが、剛と一緒に作ったらおいしくできたので克服し（#108）、剛の元カノからの嫌がらせについて剛や賢二を通じて史朗に相談した際のお礼や（#118）、剛がフォームで男性用育毛剤の個数を間違えて発注ミスしてしまったお詫びにと（#146）、手作りのお菓子を作って渡せるほどになった。お互いアラサーとなり、結婚を言い出さない千波に剛の方が心配になり千波に尋ねるが、職場の人に名字が変わった事を知られるのが恥ずかしい、免許証やパスポートの書き換えが面倒だから嫌、そしてその面倒を剛にさせるのも嫌だと結婚に乗り気でない理由を話し、納得した剛と二人で現状維持を選んだ（#135）。
剛がカルボナーラを作っている時に、野菜がニンニクひとかけらしか取れないとツッコミを入れた際、「シロさんタイプ」と注釈を入れられたり（#70）、剛と一緒に剛の実家に帰省した際に食卓でホットプレートが大活躍しているのを見て欲しくなるプロセスが史朗とまったく同じだったり（#174）と（史朗は#75で両親と実家で家焼き肉をホットプレートでした際に、キッチンリフォームの時にホットプレートがあって助かった事や、災害時にもこれがあると安心という話を聞いて欲しくなり、ケチな史朗の性格にしては珍しく衝動買いをした）、実は史朗とかなり似たタイプらしい。

## 各話料理リスト
基本的に作中にレシピがある料理と、それらと一緒に食卓に並んだメニューを記載。
作中の表記の揺れ（「長ねぎ」と「長ネギ」等）はある程度統一。

## 書誌情報
- よしながふみ 『きのう何食べた?』 講談社 〈モーニングKC〉、既刊24巻（2025年6月23日現在）
  1. 2007年11月22日発売[8]、ISBN 978-4-06-372648-0
  2. 2008年11月21日発売[9]、ISBN 978-4-06-364744-0
    - 限定版[10] - 特製ビニールカバー（台所でも使える防水仕様）& ポストカード3種付き、ISBN 978-4-06-372754-8

  3. 2009年10月23日発売[11]、ISBN 978-4-06-372844-6
  4. 2010年10月22日発売[12]、ISBN 978-4-06-372942-9
  5. 2011年9月23日発売[13]、 ISBN 978-4-06-387040-4
  6. 2012年5月23日発売[14]、ISBN 978-4-06-387116-6
  7. 2012年12月3日発売[15]、ISBN 978-4-06-387158-6
  8. 2013年12月3日発売[16]、ISBN 978-4-06-387271-2
    - 限定版[17] - 特製ビニールカバーXmasバージョン（台所でも使える防水仕様）&きょうの献立シール8種付き、ISBN 978-4-06-362267-6

  9. 2014年8月22日発売[18]、ISBN 978-4-06-388366-4
  10. 2015年6月23日発売[19]、ISBN 978-4-06-388446-3
  11. 2015年11月20日発売[20]、ISBN 978-4-06-388527-9
    - 限定版[21] - 特製手ぬぐい付き、ISBN 978-4-06-362316-1

  12. 2016年10月21日発売[22]、ISBN 978-4-06-388647-4
  13. 2017年9月22日発売[23]、ISBN 978-4-06-510261-9
  14. 2018年7月23日発売[24]、ISBN 978-4-06-512028-6
  15. 2019年3月22日発売[25]、ISBN 978-4-06-514949-2
  16. 2019年12月23日発売[26]、ISBN 978-4-06-517831-7
  17. 2020年8月20日発売[27]、ISBN 978-4-06-520309-5
  18. 2021年5月21日発売[28]、ISBN 978-4-06-523331-3
  19. 2021年11月12日発売[29]、ISBN 978-4-06-525798-2
    - 特装版[30] - 特製小冊子付き、ISBN 978-4-06-525820-0

  20. 2022年10月21日発売[31]、ISBN 978-4-06-529053-8
    - 特装版[32] - 食材から引ける索引小冊子付き、ISBN 978-4-06-529614-1

  21. 2023年5月23日発売[33]、ISBN 978-4-06-531536-1
  22. 2023年10月23日発売[34]、ISBN 978-4-06-533294-8
    - 特装版[35] - ドラマseason2放映記念特製小冊子付き、ISBN 978-4-06-533537-6

  23. 2024年9月20日発売[36]、ISBN 978-4-06-536727-8
  24. 2025年6月23日発売[37]、ISBN 978-4-06-539637-7

## 賞歴・ノミネート歴
| 発表年 | 賞                                  | 部門             | 対象                 | 結果 |
| ------ | ----------------------------------- | ---------------- | -------------------- | ---- |
| 2019   | 第43回講談社漫画賞                  | 一般部門         | きのう何食べた?      | 受賞 |
| 2019   | みんなが選ぶTSUTAYAコミック大賞2018 | グルメ漫画部門   | きのう何食べた?      | 3位  |
| 2022   | 第72回芸術選奨文部科学大臣新人賞    | メディア芸術部門 | 大奥 きのう何食べた? | 受賞 |

## 朗読ライブ
「佐々木望プロデュース公演 Super Voice Live『きのう何食べた？』」と題した、朗読ライブが2018年2月17日から18日までユーロライブを会場に公演された。公演タイトルのとおり舞台のプロデュースは佐々木望が、脚本は「BASARA」や「7SEEDS」で知られる田村由美が手がける。
キャスト
- シロさん - 佐々木望
- ケンジ - 森田成一

スタッフ
- 脚本：田村由美
- プロデュース：佐々木望
- 協力：株式会社講談社、Nozomu & Rabbits Company（NRC）
- 主催：株式会社アールアールジェイ

## テレビドラマ・映画
テレビ東京系「ドラマ24」枠でテレビドラマされ、2019年4月6日（5日深夜）から6月29日（28日深夜）まで放送された。主演は西島秀俊と内野聖陽。2021年11月3日には映画化作品『劇場版「きのう何食べた?」』が公開され、2023年10月7日（6日深夜）から12月23日（22日深夜）まではテレビドラマseason2が放送された。season1が複数のテレビドラマ賞を受賞するなど、映像作品としても高評価を受けている。